# Anna-Elisabeth Mayer

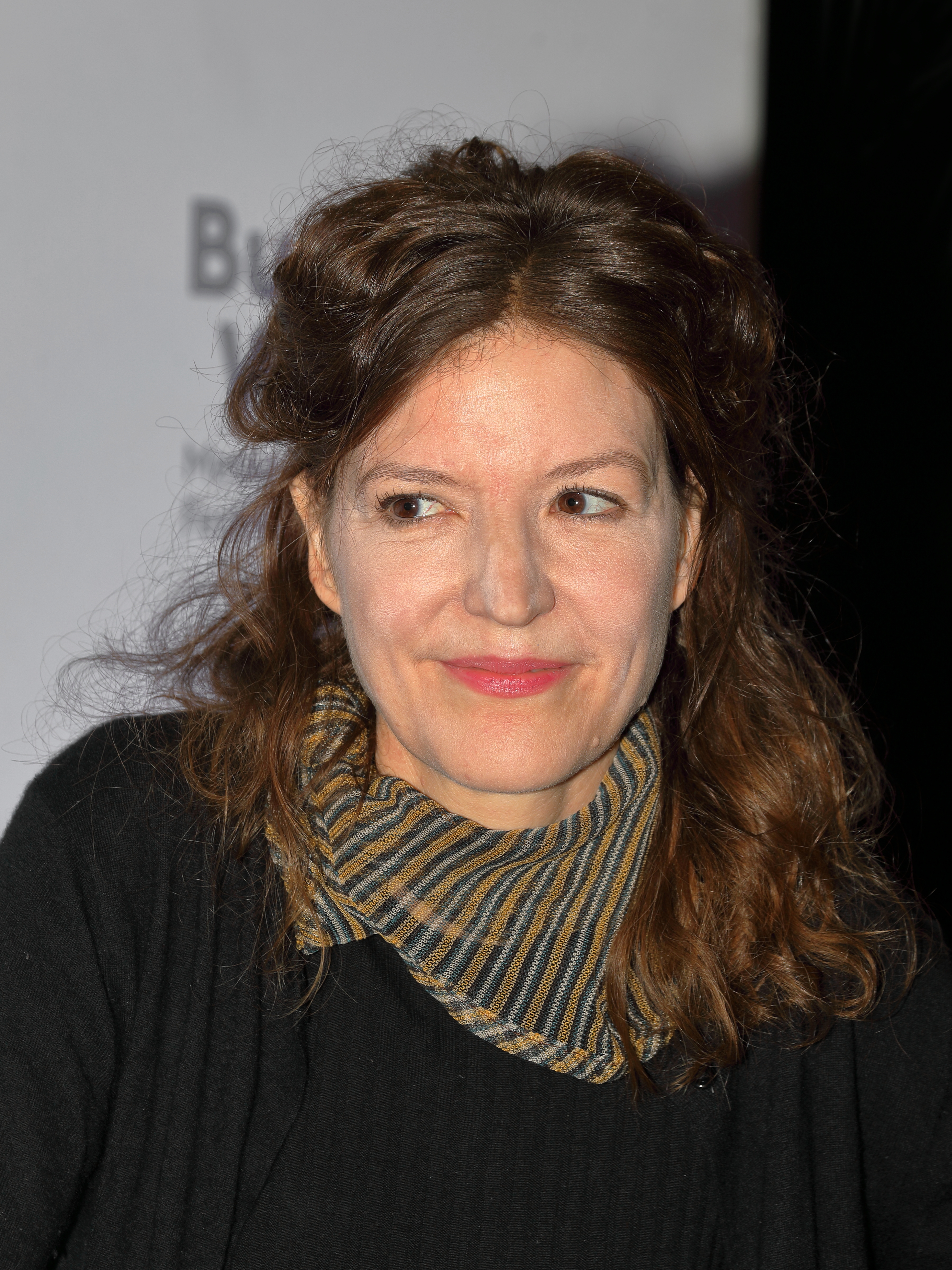
Anna-Elisabeth Mayer, 2024

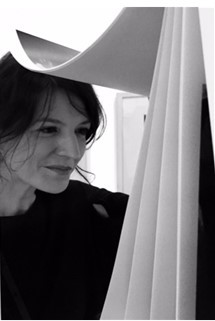
Anna-Elisabeth Mayer, Foto: Christine De Grancy (Theatermuseum Wien, 2022)

Anna-Elisabeth Mayer (* 1977 in Salzburg) ist eine österreichische Schriftstellerin.

## Werdegang
Mayer studierte Philosophie und Kunstgeschichte an der Universität Wien und absolvierte ein Zweitstudium am Deutschen Literaturinstitut in Leipzig. Seit 2008 veröffentlichte sie zunächst kleinere Beiträge, z. B. in der Anthologie Quietschblanke Tage. Sie erhielt Literaturstipendien, darunter 2011 ein Aufenthaltsstipendium des Literarischen Colloquiums Berlin. 2010 erschien ihr erstes Buchprojekt Fliegengewicht, eine Persiflage auf den trivialen Arztroman. Hierfür wurde sie 2011 mit dem mit 10.000 Euro dotierten österreichischen Literaturpreis Alpha ausgezeichnet. Anna-Elisabeth Mayer lebt in Wien.
Im Roman Am Himmel verarbeitete sie die Lebensgeschichte von Johann Carl von Sothen, der von seinem Förster erschossen wurde. Zu Grunde lagen als Quellen unter anderem Wiener Zeitungsberichte über den Gerichtsprozess vom 18./19. Juli 1881.
Neben dem Verlauf des Prozesses wird die Vorgeschichte der Tat erzählt.

## Werke
- Fliegengewicht. Roman. Schöffling & Co., Frankfurt am Main 2010, ISBN 978-3-89561-135-3.
- Die Hunde von Montpellier. Roman. Schöffling & Co., Frankfurt am Main 2014, ISBN 978-3-89561-136-0.
- Am Himmel, Roman. Schöffling & Co., Frankfurt am Main 2017, ISBN 978-3-89561-137-7.
- Kreidezeit, Roman. Schöffling & Co., Frankfurt am Main 2022, ISBN 978-3-89561-138-4.

## Auszeichnungen
- Literaturpreis Alpha 2011 für Fliegengewicht[5]
- Reinhard-Priessnitz-Preis 2015[6]